# Dănuț Oprea
Dănuț Stelian Oprea (n. 2 septembrie 1972, Săveni, jud. Botoșani, România) este un antrenor de fotbal român și fost fotbalist care juca pe poziția de atacant. A debutat în Liga 1 pe 25 aprilie 1992 în meciul Oțelul Galați – Dacia Unirea Brăila 1-1.
În perioada ianuarie - decembrie 2012 Dănuț Oprea a fost selecționerul naționalei de fotbal Under-19 a Republicii Moldova. Concomitent din iulie 2012 a început să antreneze echipa Veris Chișinău, la care a activat până în octombrie 2013.